# 지식경제

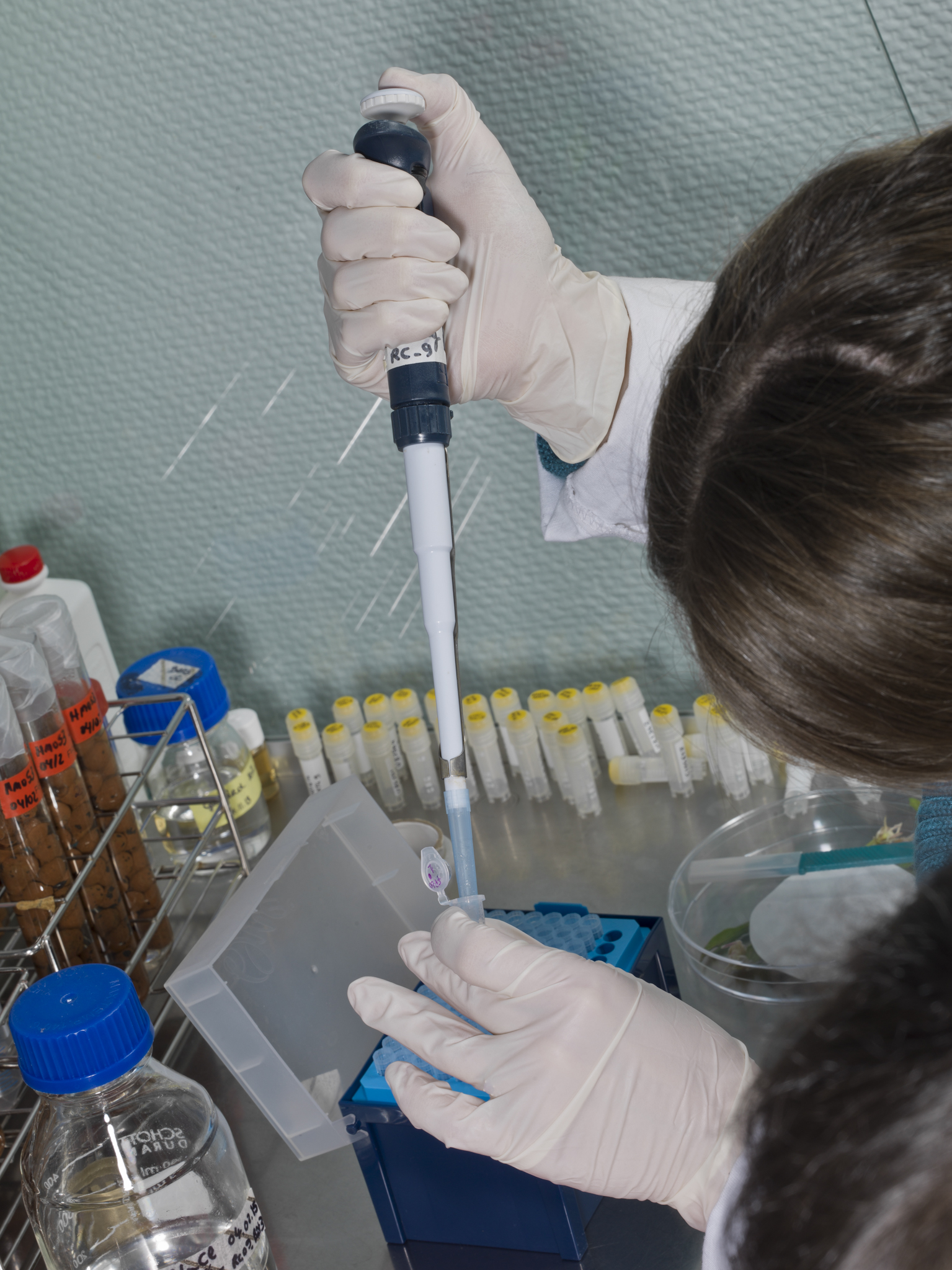

지식경제(知識經濟)는 지식의 생산과 관리에 초점을 맞춘 지식 경제 활동이거나 지식을 기반으로 한 경제 중 하나에 사용되는 용어이다.

## 같이 보기
- 자동화
- 디지털 혁명
- 디지털 경제
- 산업 스파이
- 정보 혁명
- 정보화 사회
- 지식검색
- 지식 조직화
- 지식 경영
- 긴 꼬리
- 정밀 농업
- 스마트 시티